# Hypolytrum heteromorphum
Hypolytrum heteromorphum là loài thực vật có hoa trong họ Cói. Loài này được Nelmes mô tả khoa học đầu tiên năm 1954 publ. 1955.